# Мария Кажимера д'Аркен
Ма̀рия Кажимѐра д'Аркен, популярна като Маришѐнка (на полски: Maria Kazimiera d’Arquien, Marysieńka), с рождено име Мари Казимир Луиз дьо Ла Гранж д'Аркен (на френски: Marie Casimire Louise de La Grange d'Arquien) е кралица на Полша, съпруга на крал Ян III Собиески, представителка на френската аристокрация.

## Живот
Мария Кажимера е родена 28 юни 1641 година в Невер, Франция, в аристократичното семейство на Анри дьо Ла Гранж д'Аркен и Франсоаз дьо Ла Шатр.
На 4-годишна възраст пристига в Жечпосполита, като част от антуража на кралица Людвика Мария Гонзага. Две години по-късно е изпратена във Франция за обучение. Завръща се в Полша около 1652/3 година.
През 1658 година сключва брак с киевския войвода Ян Собепан Замойски. С него има три деца, но бракът не е щастлив. В 1659 година Мария се запознава с Ян Собиески. Двамата се влюбват и започват романс. През 1661 година в църквата на кармелитите във Варшава полагат клетви за любов и вярност. През април 1665 година Ян Замойски умира внезапно. През месец май Мария и Ян Собиески сключват таен брак, а месец по-късно и официален. Техният брачен съюз продължава до смъртта на Ян Собиески през 1696 година. Семейството се сдобива с четиринадесет деца.
След като Ян Собиески е избран за крал на Полша през 1674 година, Мария Кажимежа става кралица. Двамата са коронясани на 2 февруари 1676 година в Краков.
Мария Кажимера умира на 30 януари 1716 година в Блоа, Франция. На следващата година останките и са пренесени в Жечпосполита и препогребани в църквата на капуцините във Варшава. От 1734 година останките и се намират във Вавелската катедрала в Краков.